# Portland Building
Portland Building je budova na 5. avenue v centru města Portland v americkém státě Oregon. Vznikla v roce 1982, její stavbu nařídil starosta Frank Ivancie s odůvodněním, že historická Portlandská radnice z roku 1895 nestačí pro potřeby městského úřadu. Město také část prostor pronajímá komerčním subjektům pro obchody nebo kanceláře. Stavba stála 29 milionů dolarů.
Budova má patnáct pater a je vysoká 70,4 metru, celková vnitřní plocha činí 8100 m². Navrhl ji architekt Michael Graves a patřila k průkopnickým stavbám postmoderního stylu. Jako polemika se strohostí moderní architektury obsahuje množství hravých detailů, jako je členění na sokl, dřík a hlavici nebo barevné obklady fasády vytvářející obrazce ve tvaru písmene Y, symbolicky vyjadřující, že radnice je oporou města. Nápadným prvkem jsou malá okna a ornamentální girlandy jako výraz otevřenosti vůči příchozím. Před budovou se nachází 10 m vysoká měděná socha Portlandia od Raymonda Kaskeye z roku 1985.
V roce 1983 stavba získala cenu American Institute of Architects a roku 2011 byla zapsána do Národního registru historických míst Spojených států amerických. Je však také kritizována jak z estetických, tak i praktických důvodů, místní tisk ji označuje za bílého slona.